# Copa Sudamericana 2018
La Copa Sudamericana 2018, denominada oficialmente Copa Conmebol Sudamericana 2018, fue la decimoséptima edición del torneo organizado por la Confederación Sudamericana de Fútbol, en la que participaron equipos de diez países: Argentina, Bolivia, Brasil, Chile, Colombia, Ecuador, Paraguay, Perú, Uruguay y Venezuela. El torneo tuvo un receso entre la primera fase y la segunda fase debido a la realización de la Copa Mundial de Fútbol de 2018 en Rusia.
El sorteo de la primera fase se realizó el 20 de diciembre de 2017 en Luque, Paraguay. El mismo día, se sortearon las fases preliminares y la fase de grupos de la Copa Libertadores 2018.
El campeón fue Atlético Paranaense de Brasil, que derrotó a Junior de Colombia por medio de la definición por penales, luego de empatar los dos partidos de la final con idénticos marcadores de 1-1. Gracias al título, disputó la Recopa Sudamericana 2019 contra River Plate, campeón de la Copa Libertadores 2018, y a la Copa J.League/Sudamericana 2019 frente a Shonan Bellmare, vencedor de la Copa J. League 2018. Además, consiguió un cupo para la fase de grupos de la Copa Libertadores 2019.

## Formato del torneo
El formato es igual al de la edición anterior.
|                            |                            | Equipos que entran en esta fase | Equipos que provienen de la fase anterior    |
| -------------------------- | -------------------------- | --- | -------------------------------------------- |
| Primera fase (44 equipos)  | Primera fase (44 equipos)  | - 22 equipos clasificados de la Zona Norte: - 6 equipos de Brasil y 4 equipos de Colombia, Ecuador, Perú y Venezuela - 22 equipos clasificados de la Zona Sur: - 6 equipos de Argentina y 4 equipos de Chile, Bolivia, Paraguay y Uruguay |                                              |
| Segunda fase (32 equipos)  | Segunda fase (32 equipos)  | - 8 terceros puestos de la fase de grupos de la Copa Libertadores - 2 mejores perdedores de la fase 3 de la Copa Libertadores | - 22 equipos clasificados de la Primera fase |
| Fases finales (16 equipos) | Fases finales (16 equipos) | | - 16 equipos clasificados de la Segunda fase |

### Distribución de cupos
| País                                 | Cupos | Segunda fase | Primera fase |
| ------------------------------------ | ----- | ------------ | ------------ |
| Argentina                            | 6     | -            | 6            |
| Brasil                               | 6     | –            | 6            |
| Bolivia                              | 4     | –            | 4            |
| Chile                                | 4     | -            | 4            |
| Colombia                             | 4     | -            | 4            |
| Ecuador                              | 4     | –            | 4            |
| Paraguay                             | 4     | –            | 4            |
| Perú                                 | 4     | –            | 4            |
| Uruguay                              | 4     | -            | 4            |
| Venezuela                            | 4     | –            | 4            |
| Fase anterior                        | –     | 22           | –            |
| Transferidos de la Copa Libertadores | 10    | 10           | –            |
| Total                                | 54    | 32           | 44           |

### Calendario
De la página oficial de Conmebol:
| Ronda            | Ronda            | Fecha de sorteo         | Ida | Vuelta |
| ---------------- | ---------------- | ----------------------- | --- | --- |
| Primera fase     | Primera fase     | 20 de diciembre de 2017 | Semana 1: 13 al 15 de febrero Semana 2: 20 al 22 de febrero Semana 3: 10 al 12 de abril                                    | Semana 4: 6 al 8 de marzo Semana 5: 8 al 10 de mayo                                                                        |
| Segunda fase     | Segunda fase     | 4 de junio de 2018      | Semana 1: 17 al 19 de julio Semana 2: 24 al 26 de julio Semana 3: 31 de julio al 2 de agosto Semana 4: 14 al 16 de agosto  | Semana 1: 17 al 19 de julio Semana 2: 24 al 26 de julio Semana 3: 31 de julio al 2 de agosto Semana 4: 14 al 16 de agosto  |
| Octavos de final | Octavos de final | 4 de junio de 2018      | Semana 1: 21 al 23 de agosto Semana 2: 18 al 20 de septiembre Semana 3: 25 al 27 de septiembre Semana 4: 2 al 4 de octubre | Semana 1: 21 al 23 de agosto Semana 2: 18 al 20 de septiembre Semana 3: 25 al 27 de septiembre Semana 4: 2 al 4 de octubre |
| Cuartos de final | Cuartos de final | 4 de junio de 2018      | 23 al 25 de octubre | 30 de octubre al 1 de noviembre                                                                                            |
| Semifinal        | Semifinal        | 4 de junio de 2018      | 6 al 8 de noviembre | 27 al 29 de noviembre |
| Final            | Final            | 4 de junio de 2018      | 5 de diciembre | 12 de diciembre |

## Equipos participantes
| País              | Equipo                                                                       | Vía de clasificación |
| ----------------- | ---------------------------------------------------------------------------- | --- |
| Argentina 6 cupos | San Lorenzo Lanús Newell's Old Boys Defensa y Justicia Colón Rosario Central | 7.º puesto del Campeonato de Primera División 2016-17 8.º puesto del Campeonato de Primera División 2016-17 9.º puesto del Campeonato de Primera División 2016-17 10.º puesto del Campeonato de Primera División 2016-17 11.º puesto del Campeonato de Primera División 2016-17 12.º puesto del Campeonato de Primera División 2016-17 |
| Bolivia 4 cupos   | Blooming Guabirá San José Nacional Potosí                                    | Mejor equipo ubicado en la tabla acumulada del Campeonato de Primera División 2016-17 no participante de la Copa Libertadores 2018 2.º mejor equipo ubicado en la tabla acumulada del Campeonato de Primera División 2016-17 no participante de la Copa Libertadores 2018 3.º mejor equipo ubicado en la tabla acumulada del Campeonato de Primera División 2016-17 no participante de la Copa Libertadores 2018 4.º mejor equipo ubicado en la tabla acumulada del Campeonato de Primera División 2016-17 no participante de la Copa Libertadores 2018 |
| Brasil 6 cupos    | Atlético Mineiro Botafogo Atlético Paranaense Bahia São Paulo Fluminense     | 9.º puesto del Campeonato Brasileño de Serie A 2017 10.º puesto del Campeonato Brasileño de Serie A 2017 11.º puesto del Campeonato Brasileño de Serie A 2017 12.º puesto del Campeonato Brasileño de Serie A 2017 13.º puesto del Campeonato Brasileño de Serie A 2017 14.º puesto del Campeonato Brasileño de Serie A 2017 |
| Chile 4 cupos     | Unión Española Everton Audax Italiano Deportes Temuco                        | Perdedor de la Definición Pre-Libertadores 2017 Mejor equipo ubicado en el Torneo de Transición 2017 no participante de la Copa Libertadores 2018 2.º mejor equipo ubicado en el Torneo de Transición 2017 no participante de la Copa Libertadores 2018 3.º mejor equipo ubicado en el Torneo de Transición 2017 no participante de la Copa Libertadores 2018 |
| Colombia 4 cupos  | Independiente Medellín América de Cali Deportivo Cali Jaguares               | Mejor equipo ubicado en la Reclasificación 2017 no participante de la Copa Libertadores 2018 2.º mejor equipo ubicado en la Reclasificación 2017 no participante de la Copa Libertadores 2018 3.º mejor equipo ubicado en la Reclasificación 2017 no participante de la Copa Libertadores 2018 4.º mejor equipo ubicado en la Reclasificación 2017 no participante de la Copa Libertadores 2018 |
| Ecuador 4 cupos   | Barcelona El Nacional Deportivo Cuenca Liga de Quito                         | Mejor equipo ubicado en la tabla acumulada del Campeonato Ecuatoriano Serie A 2017 no participante de la Copa Libertadores 2018 2.º mejor equipo ubicado en la tabla acumulada del Campeonato Ecuatoriano Serie A 2017 no participante de la Copa Libertadores 2018 3.º mejor equipo ubicado en la tabla acumulada del Campeonato Ecuatoriano Serie A 2017 no participante de la Copa Libertadores 2018 Ganador del repechaje por la clasificación a la Copa Sudamericana                                                                               |
| Paraguay 4 cupos  | Sol de América General Díaz Sportivo Luqueño Nacional                        | Mejor equipo ubicado en la tabla acumulada de la temporada 2017 no participante de la Copa Libertadores 2018 2.º mejor equipo ubicado en la tabla acumulada de la temporada 2017 no participante de la Copa Libertadores 2018 3.º mejor equipo ubicado en la tabla acumulada de la temporada 2017 no participante de la Copa Libertadores 2018 4.º mejor equipo ubicado en la tabla acumulada de la temporada 2017 no participante de la Copa Libertadores 2018                                                                                         |
| Perú 4 cupos      | UTC Sport Huancayo Sport Rosario Sporting Cristal                            | Mejor equipo ubicado en la tabla acumulada del Campeonato Descentralizado 2017 no participante de la Copa Libertadores 2018 2.º mejor equipo ubicado en la tabla acumulada del Campeonato Descentralizado 2017 no participante de la Copa Libertadores 2018 3.º mejor equipo ubicado en la tabla acumulada del Campeonato Descentralizado 2017 no participante de la Copa Libertadores 2018 4.º mejor equipo ubicado en la tabla acumulada del Campeonato Descentralizado 2017 no participante de la Copa Libertadores 2018                             |
| Uruguay 4 cupos   | Cerro Boston River Rampla Juniors Danubio                                    | Mejor equipo ubicado en la tabla anual del Campeonato Uruguayo de 2017 no participante de la Copa Libertadores 2018 2.º mejor equipo ubicado en la tabla anual del Campeonato Uruguayo de 2017 no participante de la Copa Libertadores 2018 3.º mejor equipo ubicado en la tabla anual del Campeonato Uruguayo de 2017 no participante de la Copa Libertadores 2018 4.º mejor equipo ubicado en la tabla anual del Campeonato Uruguayo de 2017 no participante de la Copa Libertadores 2018                                                             |
| Venezuela 4 cupos | Mineros de Guayana Caracas Estudiantes de Mérida Zamora                      | Campeón de la Copa Venezuela 2017 Subcampeón del Torneo Apertura 2017 Mejor equipo ubicado en la tabla general del Torneo Clausura 2017 no participante de la Copa Libertadores 2018 Mejor equipo ubicado en la tabla acumulada de la Primera División 2017 no participante de la Copa Libertadores 2018 |

### Equipos transferidos de la Copa Libertadores
| Fase                        | Equipo                                                                               | Vía de clasificación |
| --------------------------- | ------------------------------------------------------------------------------------ | --- |
| Fase de grupos 8 cupos      | Defensor Sporting Bolívar Peñarol Santa Fe Vasco da Gama Nacional Millonarios Junior | 3.° puesto del Grupo A de la Copa Libertadores 2018 3.° puesto del Grupo B de la Copa Libertadores 2018 3.° puesto del Grupo C de la Copa Libertadores 2018 3.° puesto del Grupo D de la Copa Libertadores 2018 3.° puesto del Grupo E de la Copa Libertadores 2018 3.° puesto del Grupo F de la Copa Libertadores 2018 3.° puesto del Grupo G de la Copa Libertadores 2018 3.° puesto del Grupo H de la Copa Libertadores 2018 |
| Fase clasificatoria 2 cupos | Jorge Wilstermann Banfield                                                           | 1.° puesto entre los eliminados de la Fase 3 de la Copa Libertadores 2018 2.° puesto entre los eliminados de la Fase 3 de la Copa Libertadores 2018 |

### Distribución geográfica de los equipos
Distribución geográfica de las sedes de los equipos participantes:
1. 1 2 3 4 5 6 7 8 9 10  Equipo transferido de la Copa Libertadores 2018.

## Sorteo

### Primera fase
El sorteo de la primera fase se realizó el 20 de diciembre en Luque, Paraguay. En ese mismo día, se sorteó la Copa Libertadores 2018, se dividió a todos los clubes clasificados en dos bombos, según su ubicación geográfica, en norte y sur, emparejando en cada enfrentamiento a uno de cada región frente a uno de la otra.
| Bombo 1 (Zona sur) | Bombo 2 (Zona norte) |
| --- | --- |
| - Colón - Defensa y Justicia - Lanús - Newell's Old Boys - Rosario Central - San Lorenzo - Blooming - Guabirá - Nacional Potosí - San José - Audax Italiano - Deportes Temuco - Everton - Unión Española - General Díaz - Nacional - Sol de América - Sportivo Luqueño - Boston River - Cerro - Danubio - Rampla Juniors | - Atlético Mineiro - Atlético Paranaense - Bahía - Botafogo - Fluminense - São Paulo - América de Cali - Deportivo Cali - Independiente Medellín - Jaguares - Barcelona - Deportivo Cuenca - El Nacional - Liga de Quito - Sport Huancayo - Sport Rosario - Sporting Cristal - UTC - Caracas - Estudiantes de Mérida - Mineros de Guayana - Zamora |

### Segunda fase
El sorteo de la segunda fase se realizó el 4 de junio. Se colocaron a los equipos en dos bombos, en el 1 fueron ubicados los diez que provenían de la Copa Libertadores 2018, más los seis equipos con mejor desempeño de la primera fase; mientras que en el bombo 2 se ubicaron los dieciséis equipos restantes clasificados en la primera fase. Se extrajeron primero los del bolillero 2 y se fueron ubicando en el primer lugar de cada llave, denominadas O1 al O16. Luego se completaron los emparejamientos con los equipos del primer bolillero, que fueron locales en el partido de vuelta.
Luego, los equipos ganadores fueron numerados del 1 al 16, según el orden de las llaves de octavos, enfrentándose en forma predeterminada los mejor con los peor ubicados (O1 vs. O16, O2 vs. O15 y así sucesivamente). En los cruces posteriores ejerció la localía en el partido de vuelta aquel con menor número de orden.
| Bombo 1 | Bombo 2 |
| --- | --- |
| - Banfield (CL) - Colón - Bolívar (CL) - Jorge Wilstermann (CL) - Botafogo - Vasco da Gama (CL) - Deportes Temuco - Junior (CL) - Millonarios (CL) - Santa Fe (CL) - El Nacional - Sport Huancayo - Cerro - Defensor Sporting (CL) - Nacional (CL) - Peñarol (CL) | - Defensa y Justicia - Lanús - San Lorenzo - Atlético Paranaense - Bahía - Fluminense - São Paulo - Deportivo Cali - Deportivo Cuenca - Liga de Quito - General Diaz - Nacional - Sol de América - Boston River - Rampla Juniors - Caracas |

## Primera fase
Los partidos de ida se jugaron entre el 13 de febrero y el 18 de abril, y los de vuelta entre el 6 de marzo y el 23 de mayo.
| Fechas                     | Local en la ida       | Global       | Local en la vuelta     | Ida | Vuelta |
| -------------------------- | --------------------- | ------------ | ---------------------- | --- | ------ |
| 22 de febrero y 6 de marzo | Everton               | 2:2          | Caracas (v.)           | 1:2 | 1:0    |
| 18 de abril y 9 de mayo    | Estudiantes de Mérida | 1:3          | Deportes Temuco        | 1:1 | 0:2    |
| 21 de febrero y 7 de marzo | Lanús                 | 5:4          | Sporting Cristal       | 4:2 | 1:2    |
| 10 de abril y 8 de mayo    | Deportivo Cali        | 5:3          | Danubio                | 3:0 | 2:3    |
| 11 de abril y 8 de mayo    | San Lorenzo           | 1:0          | Atlético Mineiro       | 1:0 | 0:0    |
| 10 de abril y 8 de mayo    | (v.) Liga de Quito    | 4:4          | Guabirá                | 2:1 | 2:3    |
| 15 de febrero y 8 de marzo | Nacional              | 0:0 (4:3 p.) | Mineros de Guayana     | 0:0 | 0:0    |
| 20 de febrero y 7 de marzo | Sport Rosario         | 0:2          | Cerro                  | 0:0 | 0:2    |
| 12 de abril y 10 de mayo   | (v.) Sol de América   | 3:3          | Independiente Medellín | 2:0 | 1:3    |
| 20 de febrero y 7 de marzo | Barcelona             | 1:2          | General Díaz           | 0:0 | 1:2    |
| 13 de febrero y 7 de marzo | Sportivo Luqueño      | 2:2 (5:6 p.) | Deportivo Cuenca       | 2:0 | 0:2    |
| 13 de febrero y 8 de marzo | UTC                   | 2:4          | Rampla Juniors         | 2:0 | 0:4    |
| 15 de febrero y 8 de marzo | Defensa y Justicia    | 3:1          | América de Cali        | 0:1 | 3:0    |
| 12 de abril y 10 de mayo   | Atlético Paranaense   | 4:2          | Newell's Old Boys      | 3:0 | 1:2    |
| 15 de febrero y 8 de marzo | Unión Española        | 0:3          | Sport Huancayo         | 0:0 | 0:3    |
| 10 de abril y 10 de mayo   | Jaguares              | 2:4          | Boston River           | 2:1 | 0:3    |
| 12 de abril y 9 de mayo    | Rosario Central       | 0:1          | São Paulo              | 0:0 | 0:1    |
| 22 de febrero y 6 de marzo | El Nacional           | 4:3          | San José               | 3:2 | 1:1    |
| 11 de abril y 23 de mayo   | Blooming              | 1:4          | Bahia                  | 1:0 | 0:4    |
| 13 de febrero y 6 de marzo | Zamora                | 0:3          | Colón                  | 0:2 | 0:1    |
| 12 de abril y 9 de mayo    | Audax Italiano        | 2:3          | Botafogo               | 1:2 | 1:1    |
| 11 de abril y 10 de mayo   | Fluminense            | 3:2          | Nacional Potosí        | 3:0 | 0:2    |

## Segunda fase
Los partidos de ida se jugaron entre el 17 de julio y el 2 de agosto, y los de vuelta entre el 24 de julio y el 16 de agosto. En esta etapa participaron los 22 equipos clasificados en la Primera fase y los 10 transferidos de la Copa Libertadores 2018. 
| Fechas                     | Local en la ida     | Global       | Local en la vuelta | Ida | Vuelta | Llave     |
| -------------------------- | ------------------- | ------------ | ------------------ | --- | ------ | --------- |
| 26 de julio y 15 de agosto | General Díaz        | 1:5          | Millonarios        | 1:1 | 0:4    | Octavo 1  |
| 1 y 16 de agosto           | Nacional            | 2:3          | Botafogo           | 2:1 | 0:2    | Octavo 2  |
| 18 de julio y 14 de agosto | Sol de América      | 0:1          | Nacional           | 0:0 | 0:1    | Octavo 3  |
| 2 y 16 de agosto           | São Paulo           | 1:1 (3:5 p.) | Colón              | 0:1 | 1:0    | Octavo 4  |
| 25 de julio y 1 de agosto  | Boston River        | 1:2          | Banfield           | 1:0 | 0:2    | Octavo 5  |
| 2 y 16 de agosto           | Fluminense          | 3:0          | Defensor Sporting  | 2:0 | 1:0    | Octavo 6  |
| 26 de julio y 7 de agosto  | Atlético Paranaense | 6:1          | Peñarol            | 2:0 | 4:1    | Octavo 7  |
| 18 de julio y 2 de agosto  | Deportivo Cali      | 6:1          | Bolívar            | 4:0 | 2:1    | Octavo 8  |
| 25 de julio y 9 de agosto  | Liga de Quito       | 3:2          | Vasco da Gama      | 3:1 | 0:1    | Octavo 9  |
| 17 y 24 de julio           | Caracas             | 6:3          | Sport Huancayo     | 2:0 | 4:3    | Octavo 10 |
| 19 y 31 de julio           | Deportivo Cuenca    | 4:4 (6:5 p.) | Jorge Wilstermann  | 2:2 | 2:2    | Octavo 11 |
| 18 y 31 de julio           | Defensa y Justicia  | 2:1          | El Nacional        | 2:0 | 0:1    | Octavo 12 |
| 17 y 24 de julio           | Lanús               | 1:1 (2:3 p.) | Junior             | 1:0 | 0:1    | Octavo 13 |
| 26 de julio y 15 de agosto | San Lorenzo         | 3:1          | Deportes Temuco    | 3:0 | 0:1    | Octavo 14 |
| 25 de julio y 8 de agosto  | Bahia               | 3:1          | Cerro              | 2:0 | 1:1    | Octavo 15 |
| 19 y 31 de julio           | Rampla Juniors      | 0:2          | Santa Fe           | 0:0 | 0:2    | Octavo 16 |

## Fases finales
Las fases finales estuvieron compuestas por cuatro etapas: octavos de final, cuartos de final, semifinales y final. A los fines de establecer las llaves de los octavos de final, se tuvo en cuenta el cruce ganado por cada equipo en la segunda fase. De esa manera, el Octavo 1 enfrentó al Octavo 16, el 2 al 15, el 3 al 14, y así sucesivamente. Durante todo el desarrollo de las fases finales, el equipo que ostentara menor número de orden que su rival de turno ejerció la localía en el partido de vuelta. A partir de los cuartos de final, se utilizó el árbitro asistente de video (VAR).

### Cuadro de desarrollo
|  | Octavos de final             | Octavos de final             | Octavos de final             | Octavos de final             | Octavos de final             |   |       | Cuartos de final                | Cuartos de final                | Cuartos de final                | Cuartos de final                | Cuartos de final                |  |    | Semifinales          | Semifinales          | Semifinales          | Semifinales          | Semifinales          |  |    | Final               | Final               | Final               | Final               | Final               |  |
|  | 21 de agosto al 4 de octubre | 21 de agosto al 4 de octubre | 21 de agosto al 4 de octubre | 21 de agosto al 4 de octubre | 21 de agosto al 4 de octubre |   |       | 23 de octubre al 1 de noviembre | 23 de octubre al 1 de noviembre | 23 de octubre al 1 de noviembre | 23 de octubre al 1 de noviembre | 23 de octubre al 1 de noviembre |  |    | 7 al 29 de noviembre | 7 al 29 de noviembre | 7 al 29 de noviembre | 7 al 29 de noviembre | 7 al 29 de noviembre |  |    | 5 y 12 de diciembre | 5 y 12 de diciembre | 5 y 12 de diciembre | 5 y 12 de diciembre | 5 y 12 de diciembre |  |
|  |                              |                              |                              |                              |                              |   |       |                                 |                                 |                                 |                                 |                                 |  |    |                      |                      |                      |                      |                      |  |    |                     |                     |                     |                     |                     |  |
|  |                              |                              |                              |                              |                              |   |       |                                 |                                 |                                 |                                 |                                 |  |    |                      |                      |                      |                      |                      |  |    |                     |                     |                     |                     |                     |  |
|  | 1                            | Millonarios                  | 0                            | 0                            | 0 (3)                        |   |       |                                 |                                 |                                 |                                 |                                 |  |    |                      |                      |                      |                      |                      |  |    |                     |                     |                     |                     |                     |  |
|  | 1                            | Millonarios                  | 0                            | 0                            | 0 (3)                        |   |       |                                 |                                 |                                 |                                 |                                 |  |    |                      |                      |                      |                      |                      |  |    |                     |                     |                     |                     |                     |  |
|  | 16                           | Santa Fe (p)                 | 0                            | 0                            | 0 (5)                        |   |       |                                 |                                 |                                 |                                 |                                 |  |    |                      |                      |                      |                      |                      |  |    |                     |                     |                     |                     |                     |  |
|  | 16                           | Santa Fe (p)                 | 0                            | 0                            | 0 (5)                        |   | 16    | Santa Fe                        | 1                               | 2                               | 3                               |                                 |  |    |                      |                      |                      |                      |                      |  |    |                     |                     |                     |                     |                     |  |
|  |                              |                              |                              |                              |                              |   | 16    | Santa Fe                        | 1                               | 2                               | 3                               |                                 |  |    |                      |                      |                      |                      |                      |  |    |                     |                     |                     |                     |                     |  |
|  |                              |                              | 8                            | Deportivo Cali               | 1                            | 1 | 2     |                                 |                                 |                                 |                                 |                                 |  |    |                      |                      |                      |                      |                      |  |    |                     |                     |                     |                     |                     |  |
|  | 8                            | Deportivo Cali (p)           | 8                            | Deportivo Cali               | 1                            | 1 | 2     | 0                               | 1                               | 1 (3)                           |                                 |                                 |  |    |                      |                      |                      |                      |                      |  |    |                     |                     |                     |                     |                     |  |
|  | 8                            | Deportivo Cali (p)           |                              |                              |                              |   |       |                                 |                                 | 1 (3)                           |                                 |                                 |  |    |                      |                      |                      |                      |                      |  |    |                     |                     |                     |                     |                     |  |
|  | 9                            | Liga de Quito                | 1                            | 0                            | 1 (1)                        |   |       |                                 |                                 |                                 |                                 |                                 |  |    |                      |                      |                      |                      |                      |  |    |                     |                     |                     |                     |                     |  |
|  | 9                            | Liga de Quito                | 1                            | 0                            | 1 (1)                        |   |       |                                 |                                 |                                 |                                 |                                 |  | 16 | Santa Fe             | 0                    | 0                    | 0                    |                      |  |    |                     |                     |                     |                     |                     |  |
|  |                              |                              |                              |                              |                              |   |       |                                 |                                 |                                 |                                 |                                 |  | 16 | Santa Fe             | 0                    | 0                    | 0                    |                      |  |    |                     |                     |                     |                     |                     |  |
|  |                              |                              | 13                           | Junior                       | 2                            | 1 | 3     |                                 |                                 |                                 |                                 |                                 |  |    |                      |                      |                      |                      |                      |  |    |                     |                     |                     |                     |                     |  |
|  | 4                            | Colón                        | 13                           | Junior                       | 2                            | 1 | 3     | 0                               | 1                               | 1                               |                                 |                                 |  |    |                      |                      |                      |                      |                      |  |    |                     |                     |                     |                     |                     |  |
|  | 4                            | Colón                        |                              |                              |                              |   |       |                                 |                                 | 1                               |                                 |                                 |  |    |                      |                      |                      |                      |                      |  |    |                     |                     |                     |                     |                     |  |
|  | 13                           | Junior                       | 1                            | 1                            | 2                            |   |       |                                 |                                 |                                 |                                 |                                 |  |    |                      |                      |                      |                      |                      |  |    |                     |                     |                     |                     |                     |  |
|  | 13                           | Junior                       | 1                            | 1                            | 2                            |   | 13    | Junior (v)                      | 2                               | 1                               | 3                               |                                 |  |    |                      |                      |                      |                      |                      |  |    |                     |                     |                     |                     |                     |  |
|  |                              |                              |                              |                              |                              |   | 13    | Junior (v)                      | 2                               | 1                               | 3                               |                                 |  |    |                      |                      |                      |                      |                      |  |    |                     |                     |                     |                     |                     |  |
|  |                              |                              | 12                           | Defensa y Justicia           | 0                            | 3 | 3     |                                 |                                 |                                 |                                 |                                 |  |    |                      |                      |                      |                      |                      |  |    |                     |                     |                     |                     |                     |  |
|  | 5                            | Banfield                     | 12                           | Defensa y Justicia           | 0                            | 3 | 3     | 0                               | 0                               | 0                               |                                 |                                 |  |    |                      |                      |                      |                      |                      |  |    |                     |                     |                     |                     |                     |  |
|  | 5                            | Banfield                     |                              |                              |                              |   |       |                                 |                                 | 0                               |                                 |                                 |  |    |                      |                      |                      |                      |                      |  |    |                     |                     |                     |                     |                     |  |
|  | 12                           | Defensa y Justicia           | 0                            | 2                            | 2                            |   |       |                                 |                                 |                                 |                                 |                                 |  |    |                      |                      |                      |                      |                      |  |    |                     |                     |                     |                     |                     |  |
|  | 12                           | Defensa y Justicia           | 0                            | 2                            | 2                            |   |       |                                 |                                 |                                 |                                 |                                 |  |    |                      |                      |                      |                      |                      |  | 13 | Junior              | 1                   | 1                   | 2 (3)               |                     |  |
|  |                              |                              |                              |                              |                              |   |       |                                 |                                 |                                 |                                 |                                 |  |    |                      |                      |                      |                      |                      |  | 13 | Junior              | 1                   | 1                   | 2 (3)               |                     |  |
|  |                              |                              | 7                            | Atlético Paranaense (p)      | 1                            | 1 | 2 (4) |                                 |                                 |                                 |                                 |                                 |  |    |                      |                      |                      |                      |                      |  |    |                     |                     |                     |                     |                     |  |
|  | 2                            | Botafogo                     | 7                            | Atlético Paranaense (p)      | 1                            | 1 | 2 (4) | 1                               | 2                               | 3 (4)                           |                                 |                                 |  |    |                      |                      |                      |                      |                      |  |    |                     |                     |                     |                     |                     |  |
|  | 2                            | Botafogo                     |                              |                              |                              |   |       |                                 |                                 | 3 (4)                           |                                 |                                 |  |    |                      |                      |                      |                      |                      |  |    |                     |                     |                     |                     |                     |  |
|  | 15                           | Bahia (p)                    | 2                            | 1                            | 3 (5)                        |   |       |                                 |                                 |                                 |                                 |                                 |  |    |                      |                      |                      |                      |                      |  |    |                     |                     |                     |                     |                     |  |
|  | 15                           | Bahia (p)                    | 2                            | 1                            | 3 (5)                        |   | 15    | Bahia                           | 0                               | 1                               | 1 (1)                           |                                 |  |    |                      |                      |                      |                      |                      |  |    |                     |                     |                     |                     |                     |  |
|  |                              |                              |                              |                              |                              |   | 15    | Bahia                           | 0                               | 1                               | 1 (1)                           |                                 |  |    |                      |                      |                      |                      |                      |  |    |                     |                     |                     |                     |                     |  |
|  |                              |                              | 7                            | Atlético Paranaense (p)      | 1                            | 0 | 1 (4) |                                 |                                 |                                 |                                 |                                 |  |    |                      |                      |                      |                      |                      |  |    |                     |                     |                     |                     |                     |  |
|  | 7                            | Atlético Paranaense          | 7                            | Atlético Paranaense (p)      | 1                            | 0 | 1 (4) | 2                               | 2                               | 4                               |                                 |                                 |  |    |                      |                      |                      |                      |                      |  |    |                     |                     |                     |                     |                     |  |
|  | 7                            | Atlético Paranaense          |                              |                              |                              |   |       |                                 |                                 | 4                               |                                 |                                 |  |    |                      |                      |                      |                      |                      |  |    |                     |                     |                     |                     |                     |  |
|  | 10                           | Caracas                      | 0                            | 1                            | 1                            |   |       |                                 |                                 |                                 |                                 |                                 |  |    |                      |                      |                      |                      |                      |  |    |                     |                     |                     |                     |                     |  |
|  | 10                           | Caracas                      | 0                            | 1                            | 1                            |   |       |                                 |                                 |                                 |                                 |                                 |  | 7  | Atlético Paranaense  | 2                    | 2                    | 4                    |                      |  |    |                     |                     |                     |                     |                     |  |
|  |                              |                              |                              |                              |                              |   |       |                                 |                                 |                                 |                                 |                                 |  | 7  | Atlético Paranaense  | 2                    | 2                    | 4                    |                      |  |    |                     |                     |                     |                     |                     |  |
|  |                              |                              | 6                            | Fluminense                   | 0                            | 0 | 0     |                                 |                                 |                                 |                                 |                                 |  |    |                      |                      |                      |                      |                      |  |    |                     |                     |                     |                     |                     |  |
|  | 3                            | Nacional (v)                 | 6                            | Fluminense                   | 0                            | 0 | 0     | 1                               | 2                               | 3                               |                                 |                                 |  |    |                      |                      |                      |                      |                      |  |    |                     |                     |                     |                     |                     |  |
|  | 3                            | Nacional (v)                 |                              |                              |                              |   |       |                                 |                                 | 3                               |                                 |                                 |  |    |                      |                      |                      |                      |                      |  |    |                     |                     |                     |                     |                     |  |
|  | 14                           | San Lorenzo                  | 3                            | 0                            | 3                            |   |       |                                 |                                 |                                 |                                 |                                 |  |    |                      |                      |                      |                      |                      |  |    |                     |                     |                     |                     |                     |  |
|  | 14                           | San Lorenzo                  | 3                            | 0                            | 3                            |   | 3     | Nacional                        | 1                               | 0                               | 1                               |                                 |  |    |                      |                      |                      |                      |                      |  |    |                     |                     |                     |                     |                     |  |
|  |                              |                              |                              |                              |                              |   | 3     | Nacional                        | 1                               | 0                               | 1                               |                                 |  |    |                      |                      |                      |                      |                      |  |    |                     |                     |                     |                     |                     |  |
|  |                              |                              | 6                            | Fluminense                   | 1                            | 1 | 2     |                                 |                                 |                                 |                                 |                                 |  |    |                      |                      |                      |                      |                      |  |    |                     |                     |                     |                     |                     |  |
|  | 6                            | Fluminense                   | 6                            | Fluminense                   | 1                            | 1 | 2     | 2                               | 2                               | 4                               |                                 |                                 |  |    |                      |                      |                      |                      |                      |  |    |                     |                     |                     |                     |                     |  |
|  | 6                            | Fluminense                   |                              |                              |                              |   |       |                                 |                                 | 4                               |                                 |                                 |  |    |                      |                      |                      |                      |                      |  |    |                     |                     |                     |                     |                     |  |
|  | 11                           | Deportivo Cuenca             | 0                            | 0                            | 0                            |   |       |                                 |                                 |                                 |                                 |                                 |  |    |                      |                      |                      |                      |                      |  |    |                     |                     |                     |                     |                     |  |
|  | 11                           | Deportivo Cuenca             | 0                            | 0                            | 0                            |   |       |                                 |                                 |                                 |                                 |                                 |  |    |                      |                      |                      |                      |                      |  |    |                     |                     |                     |                     |                     |  |
|  |                              |                              |                              |                              |                              |   |       |                                 |                                 |                                 |                                 |                                 |  |    |                      |                      |                      |                      |                      |  |    |                     |                     |                     |                     |                     |  |

- Nota: En cada llave, el equipo con la menor numeración es el que definió la serie como local.

### Octavos de final
| 18 de septiembre de 2018, 19:45 (UTC-5) | Santa Fe | 0:0     | Millonarios | Estadio El Campín, Bogotá      |                                |
|                                         |          | Reporte |             | Árbitro(s): Fernando Rapallini | Árbitro(s): Fernando Rapallini |

| 2 de octubre de 2018, 19:45 (UTC-5) | Millonarios                             | 0:0 (3:5 p.)               | Santa Fe                                          | Estadio El Campín, Bogotá |                           |
|                                     |                                         | Reporte                    |                                                   | Árbitro(s): Raphael Claus | Árbitro(s): Raphael Claus |
|                                     |                                         | Tiros desde el punto penal |                                                   |                           |                           |
|                                     | Cadavid · Domínguez · Hauche · Quiñones |                            | Morelo · Guastavino · Salazar · Gordillo · Zapata |                           |                           |

| 22 de agosto de 2018, 19:45 (UTC-5) | Liga de Quito | 1:0 (1:0) | Deportivo Cali | Estadio Rodrigo Paz Delgado, Quito |                              |
|                                     | A. Julio 23'  | Reporte   |                | Árbitro(s): Esteban Ostojich       | Árbitro(s): Esteban Ostojich |

| 19 de septiembre de 2018, 19:45 (UTC-5) | Deportivo Cali                            | 1:0 (1:0) (3:1 p.)         | Liga de Quito                          | Estadio Deportivo Cali, Palmira |                        |
|                                         | Sand 44'                                  | Reporte                    |                                        | Árbitro(s): Diego Haro          | Árbitro(s): Diego Haro |
|                                         |                                           | Tiros desde el punto penal |                                        |                                 |                        |
|                                         | Pérez · Torres · Giraldo · Caicedo · Sand |                            | Guerrero · Rodríguez · Orejuela · Cruz |                                 |                        |

| 26 de septiembre de 2018, 19:15 (UTC-5) | Junior      | 1:0 (0:0) | Colón | Estadio Metropolitano, Barranquilla |                         |
|                                         | Barrera 71' | Reporte   |       | Árbitro(s): Carlos Orbe             | Árbitro(s): Carlos Orbe |

| 4 de octubre de 2018, 19:30 (UTC-3) | Colón        | 1:1 (0:0) | Junior     | Estadio Brig. Gral. Estanislao López, Santa Fe |                        |
|                                     | Fritzler 74' | Reporte   | Moreno 81' | Árbitro(s): Diego Haro                         | Árbitro(s): Diego Haro |

| 21 de agosto de 2018, 19:30 (UTC-3) | Defensa y Justicia | 0:0     | Banfield | Estadio Norberto Tomaghello, Gobernador Costa |                            |
|                                     |                    | Reporte |          | Árbitro(s): Alexis Herrera                    | Árbitro(s): Alexis Herrera |

| 27 de septiembre de 2018, 21:15 (UTC-3) | Banfield | 0:2 (0:0) | Defensa y Justicia          | Estadio Florencio Sola, Banfield |                              |
|                                         |          | Reporte   | Barboza 74' · Aliseda 90+4' | Árbitro(s): Esteban Ostojich     | Árbitro(s): Esteban Ostojich |

| 20 de septiembre de 2018, 21:45 (UTC-3) | Bahía                    | 2:1 (1:0) | Botafogo           | Arena Fonte Nova, Salvador |                        |
|                                         | Ramires 4' · Clayton 59' | Reporte   | Rodrigo Pimpão 61' | Árbitro(s): Piero Maza     | Árbitro(s): Piero Maza |

| 3 de octubre de 2018, 21:45 (UTC-3) | Botafogo                                                          | 2:1 (2:1) (4:5 p.)         | Bahía                                                      | Estadio Olímpico Nilton Santos, Río de Janeiro |                            |
|                                     | Rodrigo Pimpão 25' · Luiz Fernando 39'                            | Reporte                    | Edigar Junio 32'                                           | Árbitro(s): Germán Delfino                     | Árbitro(s): Germán Delfino |
|                                     |                                                                   | Tiros desde el punto penal |                                                            |                                                |                            |
|                                     | Rodrigo Lindoso · Aguirre · Marcinho · Kieza · Renatinho · Moisés |                            | Gilberto · Zé Rafael · Jackson · Allione · Nilton · Flávio |                                                |                            |

| 19 de septiembre de 2018, 18:30 (UTC-4) | Caracas | 0:2 (0:1) | Atlético Paranaense   | Estadio Olímpico de la UCV, Caracas |                          |
|                                         |         | Reporte   | Raphael Veiga 41' 72' | Árbitro(s): Andrés Rojas            | Árbitro(s): Andrés Rojas |

| 3 de octubre de 2018, 19:30 (UTC-3) | Atlético Paranaense                 | 2:1 (1:0) | Caracas    | Arena da Baixada, Curitiba   |                              |
|                                     | Marcelo Cirino 30' · Renan Lodi 57' | Reporte   | Garcés 48' | Árbitro(s): Michael Espinoza | Árbitro(s): Michael Espinoza |

| 22 de agosto de 2018, 19:30 (UTC-3) | San Lorenzo                                  | 3:1 (2:0) | Nacional             | Estadio Pedro Bidegain, Buenos Aires |                           |
|                                     | Erramuspe 18' (a.g.) · Blandi 32' 79' (pen.) | Reporte   | Bergessio 69' (pen.) | Árbitro(s): Raphael Claus            | Árbitro(s): Raphael Claus |

| 25 de septiembre de 2018, 21:15 (UTC-3) | Nacional                   | 2:0 (1:0) | San Lorenzo | Estadio Gran Parque Central, Montevideo |                           |
|                                         | Zunino 10' · Bergessio 54' | Reporte   |             | Árbitro(s): Wilmar Roldán               | Árbitro(s): Wilmar Roldán |

| 20 de septiembre de 2018, 17:30 (UTC-5) | Deportivo Cuenca | 0:2 (0:1) | Fluminense                 | Estadio Rodrigo Paz Delgado, Quito |                            |
|                                         |                  | Reporte   | Everaldo 22' · Luciano 83' | Árbitro(s): Alexis Herrera         | Árbitro(s): Alexis Herrera |

| 4 de octubre de 2018, 19:30 (UTC-3) | Fluminense              | 2:0 (1:0) | Deportivo Cuenca | Estadio de Maracaná, Río de Janeiro |                          |
|                                     | Digão 33' · Richard 75' | Reporte   |                  | Árbitro(s): Andrés Rojas            | Árbitro(s): Andrés Rojas |

### Cuartos de final
| 23 de octubre de 2018, 19:45 (UTC-5) | Santa Fe          | 1:1 (1:1) | Deportivo Cali | Estadio El Campín, Bogotá  |                            |
|                                      | Morelo 45' (pen.) | Reporte   | Palomeque 32'  | Árbitro(s): Roddy Zambrano | Árbitro(s): Roddy Zambrano |

| 30 de octubre de 2018, 19:45 (UTC-5) | Deportivo Cali | 1:2 (0:2) | Santa Fe                           | Estadio Deportivo Cali, Palmira |                             |
|                                      | Benedetti 72'  | Reporte   | Morelo 15' (pen.) · Guastavino 16' | Árbitro(s): Víctor Carrillo     | Árbitro(s): Víctor Carrillo |

| 25 de octubre de 2018, 19:45 (UTC-5) | Junior                        | 2:0 (0:0) | Defensa y Justicia | Estadio Metropolitano, Barranquilla |                             |
|                                      | Díaz 74' · Pérez 90+2' (pen.) | Reporte   |                    | Árbitro(s): Ricardo Marques         | Árbitro(s): Ricardo Marques |

| 1 de noviembre de 2018, 21:45 (UTC-3) | Defensa y Justicia              | 3:1 (2:0) | Junior   | Estadio Libertadores de América, Avellaneda |                           |
|                                       | Miranda 18' · Fernández 28' 53' | Reporte   | Díaz 71' | Árbitro(s): Raphael Claus                   | Árbitro(s): Raphael Claus |

| 24 de octubre de 2018, 21:45 (UTC-3) | Bahía | 0:1 (0:0) | Atlético Paranaense | Arena Fonte Nova, Salvador     |                                |
|                                      |       | Reporte   | Pablo 66'           | Árbitro(s): Fernando Rapallini | Árbitro(s): Fernando Rapallini |

| 31 de octubre de 2018, 21:45 (UTC-3) | Atlético Paranaense                         | 0:1 (0:1) (4:1 p.)         | Bahía                               | Arena da Baixada, Curitiba |                        |
|                                      |                                             | Reporte                    | Douglas Grolli 45+1'                | Árbitro(s): Diego Haro     | Árbitro(s): Diego Haro |
|                                      |                                             | Tiros desde el punto penal |                                     |                            |                        |
|                                      | Jonathan · Raphael Veiga · González · Pablo |                            | Vinícius · Zé Rafael · Edigar Junio |                            |                        |

| 24 de octubre de 2018, 19:30 (UTC-3) | Fluminense | 1:1 (1:0) | Nacional   | Estadio Olímpico Nilton Santos, Río de Janeiro |                              |
|                                      | Gum 17'    | Reporte   | Zunino 87' | Árbitro(s): Patricio Loustau                   | Árbitro(s): Patricio Loustau |

| 31 de octubre de 2018, 19:30 (UTC-3) | Nacional | 0:1 (0:0) | Fluminense  | Estadio Gran Parque Central, Montevideo |                           |
|                                      |          | Reporte   | Luciano 48' | Árbitro(s): Roberto Tobar               | Árbitro(s): Roberto Tobar |

### Semifinales
| 8 de noviembre de 2018, 19:45 (UTC-5) | Santa Fe | 0:2 (0:1) | Junior                         | Estadio El Campín, Bogotá                                    |                                                              |
|                                       |          | Reporte   | Gutiérrez 39' · Piedrahíta 47' | Asistencia: 25 056 espectadores Árbitro(s): Esteban Ostojich | Asistencia: 25 056 espectadores Árbitro(s): Esteban Ostojich |

| 29 de noviembre de 2018, 19:45 (UTC-5) | Junior        | 1:0 (1:0) | Santa Fe | Estadio Metropolitano, Barranquilla                          |                                                              |
|                                        | Gutiérrez 22' | Reporte   |          | Asistencia: 31 699 espectadores Árbitro(s): Patricio Loustau | Asistencia: 31 699 espectadores Árbitro(s): Patricio Loustau |

| 7 de noviembre de 2018, 21:45 (UTC-2) | Atlético Paranaense       | 2:0 (1:0) | Fluminense | Arena da Baixada, Curitiba                                 |                                                            |
|                                       | Renan Lodi 19' · Rony 77' | Reporte   |            | Asistencia: 28 403 espectadores Árbitro(s): Roddy Zambrano | Asistencia: 28 403 espectadores Árbitro(s): Roddy Zambrano |

| 28 de noviembre de 2018, 21:45 (UTC-2) | Fluminense | 0:2 (0:1) | Atlético Paranaense            | Estadio de Maracaná, Río de Janeiro                        |                                                            |
|                                        |            | Reporte   | Nikão 4' · Bruno Guimarães 54' | Asistencia: 37 208 espectadores Árbitro(s): Julio Bascuñán | Asistencia: 37 208 espectadores Árbitro(s): Julio Bascuñán |

### Final

#### Ida
| 5 de diciembre de 2018, 19:45 (UTC-5) | Junior       | 1:1 (0:0) | Atlético Paranaense | Estadio Metropolitano, Barranquilla                    |                                                        |
|                                       | González 52' | Reporte   | Pablo 50'           | Asistencia: 38 094 espectadores Árbitro(s): Diego Haro | Asistencia: 38 094 espectadores Árbitro(s): Diego Haro |

| 1          | POR        | Sebastián Viera   |     |
| 20         | DEF        | Marlon Piedrahíta |     |
| 21         | DEF        | Jefferson Gómez   |     |
| 5          | DEF        | Rafael Pérez      |     |
| 2          | DEF        | Germán Gutiérrez  |     |
| 15         | MED        | Luis Narváez      | 83' |
| 24         | MED        | Víctor Cantillo   |     |
| 6          | MED        | James Sánchez     | 70' |
| 10         | MED        | Jarlan Barrera    |     |
| 23         | MED        | Luis Díaz         |     |
| 18         | DEL        | Yony González     | 66' |
| Entrenador | Entrenador | Julio Comesaña    |     |

| 1          | POR        | Santos          |     |
| 2          | DEF        | Jonathan        |     |
| 4          | DEF        | Thiago Heleno   |     |
| 14         | DEF        | Léo Pereira     |     |
| 6          | DEF        | Renan Lodi      |     |
| 3          | MED        | Luis González   | 86' |
| 16         | MED        | Bruno Guimarães |     |
| 10         | MED        | Marcelo Cirino  |     |
| 7          | MED        | Raphael Veiga   | 77' |
| 11         | MED        | Nikão           |     |
| 5          | DEL        | Pablo Felipe    | 60' |
| Entrenador | Entrenador | Tiago Nunes     |     |

| 27 | DEL | Luis Ruiz           | 66' |
| 11 | DEL | Daniel Moreno       | 70' |
| 7  | MED | Sebastián Hernández | 83' |

| 9  | DEL | Rony       | 60' |
| 28 | MED | Wellington | 77' |
| 22 | DEL | Marcinho   | 86' |

| Anotado | 52' | Yony González | 1:1 |

| Anotado | 50' | Pablo Felipe | 0:1 |

| Amonestado | 68' | Rafael Pérez |

| Amonestado | 55'   | Léo Pereira     |
| Amonestado | 90+1' | Bruno Guimarães |
| Amonestado | 90+3' | Thiago Heleno   |

| Árbitro              | Diego Haro     |
| Árbitros asistentes  | Jonny Bossio   |
| Árbitros asistentes  | Víctor Ráez    |
| Cuarto árbitro       | Carlos Orbe    |
| Adicionales VAR      | Gery Vargas    |
| Adicionales VAR      | Alexis Herrera |
| Adicionales VAR      | Carlos Astroza |
| Observador VAR       | Darío Ubríaco  |
| Asesor Internacional | Pablo Silva    |

| 1          | POR        | Sebastián Viera   |     |
| 20         | DEF        | Marlon Piedrahíta |     |
| 21         | DEF        | Jefferson Gómez   |     |
| 5          | DEF        | Rafael Pérez      |     |
| 2          | DEF        | Germán Gutiérrez  |     |
| 15         | MED        | Luis Narváez      | 83' |
| 24         | MED        | Víctor Cantillo   |     |
| 6          | MED        | James Sánchez     | 70' |
| 10         | MED        | Jarlan Barrera    |     |
| 23         | MED        | Luis Díaz         |     |
| 18         | DEL        | Yony González     | 66' |
| Entrenador | Entrenador | Julio Comesaña    |     |

| 1          | POR        | Santos          |     |
| 2          | DEF        | Jonathan        |     |
| 4          | DEF        | Thiago Heleno   |     |
| 14         | DEF        | Léo Pereira     |     |
| 6          | DEF        | Renan Lodi      |     |
| 3          | MED        | Luis González   | 86' |
| 16         | MED        | Bruno Guimarães |     |
| 10         | MED        | Marcelo Cirino  |     |
| 7          | MED        | Raphael Veiga   | 77' |
| 11         | MED        | Nikão           |     |
| 5          | DEL        | Pablo Felipe    | 60' |
| Entrenador | Entrenador | Tiago Nunes     |     |

| 27 | DEL | Luis Ruiz           | 66' |
| 11 | DEL | Daniel Moreno       | 70' |
| 7  | MED | Sebastián Hernández | 83' |

| 9  | DEL | Rony       | 60' |
| 28 | MED | Wellington | 77' |
| 22 | DEL | Marcinho   | 86' |

| Anotado | 52' | Yony González | 1:1 |

| Anotado | 50' | Pablo Felipe | 0:1 |

| Amonestado | 68' | Rafael Pérez |

| Amonestado | 55'   | Léo Pereira     |
| Amonestado | 90+1' | Bruno Guimarães |
| Amonestado | 90+3' | Thiago Heleno   |

| Árbitro              | Diego Haro     |
| Árbitros asistentes  | Jonny Bossio   |
| Árbitros asistentes  | Víctor Ráez    |
| Cuarto árbitro       | Carlos Orbe    |
| Adicionales VAR      | Gery Vargas    |
| Adicionales VAR      | Alexis Herrera |
| Adicionales VAR      | Carlos Astroza |
| Observador VAR       | Darío Ubríaco  |
| Asesor Internacional | Pablo Silva    |

#### Vuelta
| 12 de diciembre de 2018, 21:45 (UTC-2) | Atlético Paranaense                                     | 1:1 (1:1, 1:0) (t. s.)(4:3 p.) | Junior                                           | Estadio Joaquim Américo Guimarães, Curitiba               |                                                           |
|                                        | Pablo 26'                                               | Reporte                        | T. Gutiérrez 57'                                 | Asistencia: 40 263 espectadores Árbitro(s): Roberto Tobar | Asistencia: 40 263 espectadores Árbitro(s): Roberto Tobar |
|                                        |                                                         | Tiros desde el punto penal     |                                                  |                                                           |                                                           |
|                                        | Jonathan · Veiga · Bérgson · Renan Lodi · Thiago Heleno |                                | Narváez · Fuentes · Pérez · T. Gutiérrez · Viera |                                                           |                                                           |

| 1          | POR        | Santos          |     |
| 2          | DEF        | Jonathan        |     |
| 4          | DEF        | Thiago Heleno   |     |
| 14         | DEF        | Léo Pereira     |     |
| 6          | DEF        | Renan Lodi      |     |
| 3          | MED        | Luis González   | 73' |
| 16         | MED        | Bruno Guimarães |     |
| 10         | MED        | Marcelo Cirino  | 45' |
| 7          | MED        | Raphael Veiga   |     |
| 11         | MED        | Nikão           | 98' |
| 5          | DEL        | Pablo Felipe    | 98' |
| Entrenador | Entrenador | Tiago Nunes     |     |

| 1          | POR        | Sebastián Viera   |      |
| 20         | DEF        | Marlon Piedrahíta |      |
| 21         | DEF        | Jefferson Gómez   | 105' |
| 5          | DEF        | Rafael Pérez      |      |
| 17         | DEF        | Gabriel Fuentes   |      |
| 15         | MED        | Luis Narváez      |      |
| 24         | MED        | Víctor Cantillo   |      |
| 6          | MED        | James Sánchez     | 73'  |
| 10         | MED        | Jarlan Barrera    | 115' |
| 23         | MED        | Luis Díaz         |      |
| 29         | DEL        | Teófilo Gutiérrez |      |
| Entrenador | Entrenador | Julio Comesaña    |      |

| 9  | DEL | Rony       | 45' |
| 28 | MED | Wellington | 73' |
| 30 | DEL | Bérgson    | 98' |
| 22 | DEL | Marcinho   | 98' |

| 18 | MED | Yony González  | 73'  |
| 13 | DEF | Jonathan Ávila | 105' |
| 11 | DEL | Daniel Moreno  | 115' |

| Anotado | 26' | Pablo Felipe | 1:0 |

| Anotado | 57' | Teófilo Gutiérrez | 1:1 |

|               |                           | 0:1 | Acierto de penal          | Luis Narváez      |
| Jonathan      | Acierto de penal          | 1:1 |                           |                   |
|               |                           | 1:1 | Fallo de penal (palo)     | Gabriel Fuentes   |
| Raphael Veiga | Acierto de penal          | 2:1 |                           |                   |
|               |                           | 2:2 | Acierto de penal          | Rafael Pérez      |
| Bérgson       | Acierto de penal          | 3:2 |                           |                   |
|               |                           | 3:2 | Fallo de penal (desviado) | Teófilo Gutiérrez |
| Renan Lodi    | Fallo de penal (desviado) | 3:2 |                           |                   |
|               |                           | 3:3 | Acierto de penal          | Sebastián Viera   |
| Thiago Heleno | Acierto de penal          | 4:3 |                           |                   |

| Amonestado | 38'  | Jonathan   |
| Amonestado | 110' | Wellington |

| Amonestado | 76'  | Yony González     |
| Amonestado | 77'  | Luis Narváez      |
| Amonestado | 90'  | Jefferson Gómez   |
| Amonestado | 101' | Marlon Piedrahíta |

| Árbitro              | Roberto Tobar       |
| Árbitros asistentes  | Christian Schiemann |
| Árbitros asistentes  | Claudio Ríos        |
| Cuarto árbitro       | Roddy Zambrano      |
| Adicionales VAR      | Julio Bascuñán      |
| Adicionales VAR      | Piero Maza          |
| Adicionales VAR      | Carlos Astroza      |
| Observador VAR       | Enrique Osses       |
| Asesor Internacional | Ubaldo Aquino       |

| 1          | POR        | Santos          |     |
| 2          | DEF        | Jonathan        |     |
| 4          | DEF        | Thiago Heleno   |     |
| 14         | DEF        | Léo Pereira     |     |
| 6          | DEF        | Renan Lodi      |     |
| 3          | MED        | Luis González   | 73' |
| 16         | MED        | Bruno Guimarães |     |
| 10         | MED        | Marcelo Cirino  | 45' |
| 7          | MED        | Raphael Veiga   |     |
| 11         | MED        | Nikão           | 98' |
| 5          | DEL        | Pablo Felipe    | 98' |
| Entrenador | Entrenador | Tiago Nunes     |     |

| 1          | POR        | Sebastián Viera   |      |
| 20         | DEF        | Marlon Piedrahíta |      |
| 21         | DEF        | Jefferson Gómez   | 105' |
| 5          | DEF        | Rafael Pérez      |      |
| 17         | DEF        | Gabriel Fuentes   |      |
| 15         | MED        | Luis Narváez      |      |
| 24         | MED        | Víctor Cantillo   |      |
| 6          | MED        | James Sánchez     | 73'  |
| 10         | MED        | Jarlan Barrera    | 115' |
| 23         | MED        | Luis Díaz         |      |
| 29         | DEL        | Teófilo Gutiérrez |      |
| Entrenador | Entrenador | Julio Comesaña    |      |

| 9  | DEL | Rony       | 45' |
| 28 | MED | Wellington | 73' |
| 30 | DEL | Bérgson    | 98' |
| 22 | DEL | Marcinho   | 98' |

| 18 | MED | Yony González  | 73'  |
| 13 | DEF | Jonathan Ávila | 105' |
| 11 | DEL | Daniel Moreno  | 115' |

| Anotado | 26' | Pablo Felipe | 1:0 |

| Anotado | 57' | Teófilo Gutiérrez | 1:1 |

|               |                           | 0:1 | Acierto de penal          | Luis Narváez      |
| Jonathan      | Acierto de penal          | 1:1 |                           |                   |
|               |                           | 1:1 | Fallo de penal (palo)     | Gabriel Fuentes   |
| Raphael Veiga | Acierto de penal          | 2:1 |                           |                   |
|               |                           | 2:2 | Acierto de penal          | Rafael Pérez      |
| Bérgson       | Acierto de penal          | 3:2 |                           |                   |
|               |                           | 3:2 | Fallo de penal (desviado) | Teófilo Gutiérrez |
| Renan Lodi    | Fallo de penal (desviado) | 3:2 |                           |                   |
|               |                           | 3:3 | Acierto de penal          | Sebastián Viera   |
| Thiago Heleno | Acierto de penal          | 4:3 |                           |                   |

| Amonestado | 38'  | Jonathan   |
| Amonestado | 110' | Wellington |

| Amonestado | 76'  | Yony González     |
| Amonestado | 77'  | Luis Narváez      |
| Amonestado | 90'  | Jefferson Gómez   |
| Amonestado | 101' | Marlon Piedrahíta |

| Árbitro              | Roberto Tobar       |
| Árbitros asistentes  | Christian Schiemann |
| Árbitros asistentes  | Claudio Ríos        |
| Cuarto árbitro       | Roddy Zambrano      |
| Adicionales VAR      | Julio Bascuñán      |
| Adicionales VAR      | Piero Maza          |
| Adicionales VAR      | Carlos Astroza      |
| Observador VAR       | Enrique Osses       |
| Asesor Internacional | Ubaldo Aquino       |

|                                         |
| Bandera de Brasil                       |
| Campeón Atlético Paranaense 1.er título |

## Estadísticas

### Goleadores
| Jugador           | Club                | Goles | PJ |
| ----------------- | ------------------- | ----- | -- |
| Nicolás Benedetti | Deportivo Cali      | 5     | 8  |
| Pablo             | Atlético Paranaense | 5     | 12 |
| Diomar Díaz       | Caracas             | 4     | 6  |
| Nicolás Fernández | Defensa y Justicia  | 4     | 7  |
| Nikão             | Atlético Paranaense | 4     | 11 |
| Emanuel Herrera   | Sporting Cristal    | 3     | 2  |
| Juan Anangonó     | Liga de Quito       | 3     | 5  |
| Matías Zunino     | Nacional            | 3     | 6  |
| Rodrigo Pimpão    | Botafogo            | 3     | 6  |
| Zé Rafael         | Bahia               | 3     | 8  |
| José Sand         | Deportivo Cali      | 3     | 8  |
| Teófilo Gutiérrez | Junior              | 3     | 9  |
| Luis Díaz         | Junior              | 3     | 10 |

### Asistentes
| Jugador        | Club                | Asistencias |
| -------------- | ------------------- | ----------- |
| Anderson Julio | Liga de Quito       | 3           |
| Régis          | Bahía               | 3           |
| Pablo          | Atlético Paranaense | 3           |
| Renan Lodi     | Atlético Paranaense | 3           |
| Junior Sornoza | Fluminense          | 3           |

### Equipo Ideal
| Equipo Ideal 2018 | Equipo Ideal 2018 | Equipo Ideal 2018   |
| Pos.              | Futbolista        | Equipo              |
| ----------------- | ----------------- | ------------------- |
| Guardameta        | Santos            | Atlético Paranaense |
| Defensa           | Carlos Henao      | Santa Fe            |
| Defensa           | Rafael Pérez      | Junior              |
| Defensa           | Renan Lodi        | Atlético Paranaense |
| Centrocampista    | Nikão             | Atlético Paranaense |
| Centrocampista    | Junior Sornoza    | Fluminense          |
| Centrocampista    | Leonel Miranda    | Defensa y Justicia  |
| Centrocampista    | Ayrton Lucas      | Fluminense          |
| Delantero         | Pablo             | Atlético Paranaense |
| Delantero         | Teófilo Gutiérrez | Junior              |
| Delantero         | Luis Díaz         | Junior              |